# 라 아미스타드

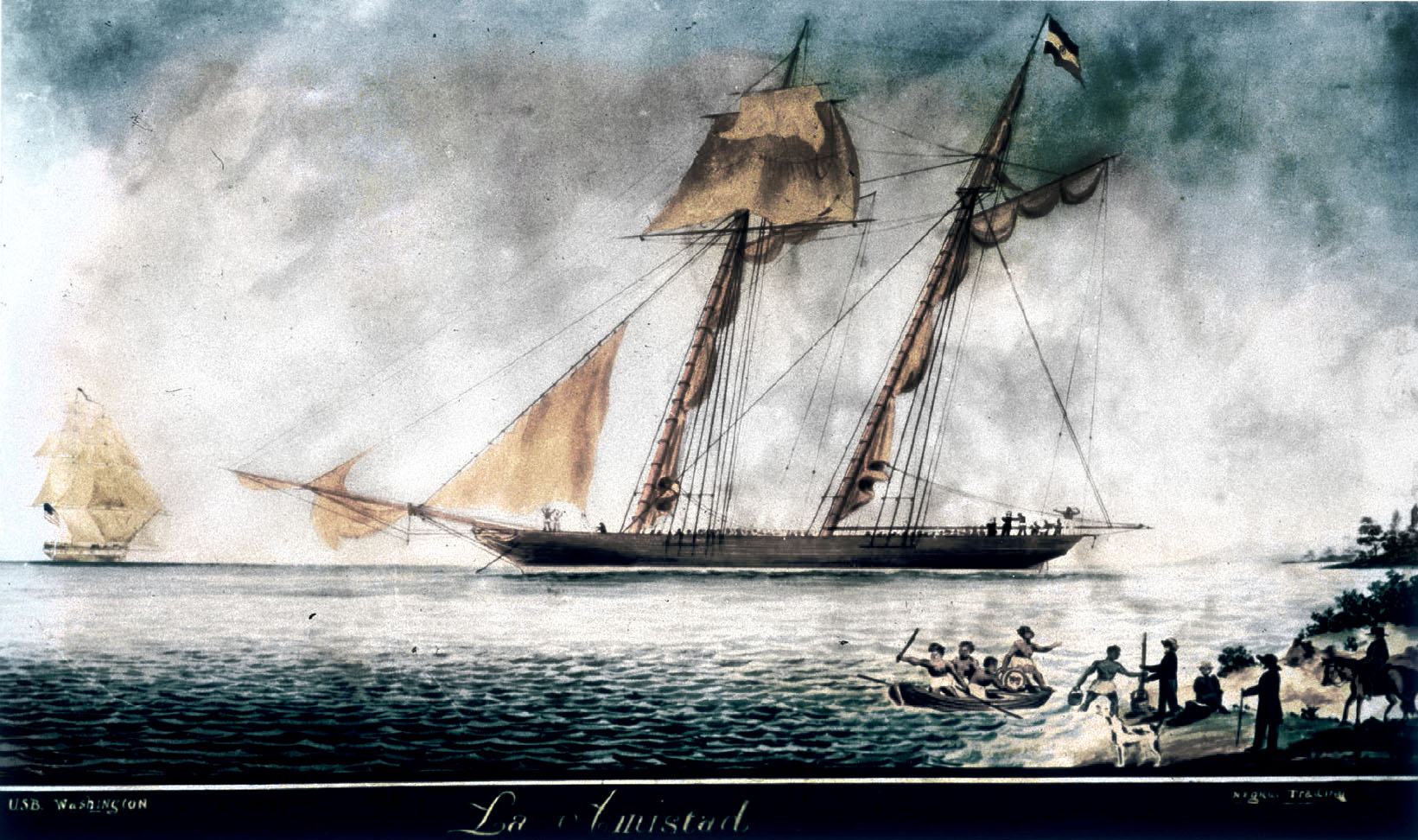

라 아미스타드(스페인어: La Amistad, IPA: [la a.misˈtað])는 19세기에 운용된 두대박이 스쿠너이다. 미국에서 건조되었으나 쿠바의 스페인인들이 노예수송선으로 사용했다. 1839년 7월의 선상반란의 무대가 되어 유명해졌다.
반란 노예들은 선원들에게 배를 아프리카로 돌릴 것을 요구했다. 그러나 선원들은 노예들을 속이고 배를 북쪽으로 몰았고, 라 아미스타드는 롱아일랜드 해안에서 미국 해군 소속의 브리그 USS 워싱턴에게 나포된다.